# Los del Guadalquivir
Los del Guadalquivir son un grupo español de Sevillanas y rumba formado en 1974. Se caracterizan por un estilo particular en sus voces como en sus auto rías.  

## Historia
El grupo nació a comienzos de 1974 en el barrio de Pío XII de Sevilla (España). Fue fundado por Ángel Sánchez Berenguer y lo constituían cinco miembros: el fundador, Manolo, Antonio, Emilio y Santiago. Más tarde, debido a cuestiones personales y familiares, algunos integrantes tuvieron que abandonar el grupo. Disminuyó así el número de integrantes y unos fueron sustituidos por otros, de tal forma que en esos momentos constituían el grupo el propio Ángel Sánchez Berenguer, Manuel Márquez (Manolito), Manuel Jurado (Manolín) y Ulises Pozuelo. La andadura musical de estos cuatro integrantes recorrió un camino fructífero durante 15 años. El nombre original del grupo fue Guadalquivir 74. Guadalquivir por ser el Río Grande de Sevilla y 74 por la fecha de su fundación. En aquel año, un grupo de amigos decide reunirse fundamentalmente como diversión. Sin embargo, de la pura diversión se pasó a constituir un grupo musical, que hoy por hoy -y tras la desaparición del conjunto Los Maravilla- es el más veterano de la ciudad de Sevilla.
A pesar de los inevitables avatares del tiempo, el grupo ha sabido conservar su estilo tanto en el aspecto musical como en las letras de sus composiciones. De tono alegre son las más que conocidas Sevillanas del Búcaro, La Señorita Primavera, Adivina Adivinanza, Sevillanas del Grillo y La Movida del Sur, entre muchas otras. Tanta alegría destilan sus composiciones que los medios de comunicación y el propio público le otorgaron en nombre de "el grupo de la alegría". No solo es conocido este grupo con ese sobrenombre en Sevilla, sino que también se lo conoce como "el grupo cofrade", puesto que han compuesto distintos y diversos temas dedicados a cofradías y hermandades como, por ejemplo, a San Bernardo, Esperanza de Triana, Esperanza Macarena, Gran Poder, Amargura, Santa Genoveva, La Sed, El Buen Fin, San Gonzalo, El Valle... Una de sus composiciones fue reconocida como Orgullo Cofrade, "Capillita". Entre otras, también han publicado Estación de Penitencia y la más que famosa Canción del Costalero, versionada más tarde como una marcha procesional de título "Costalero".

## Discografía
- Sevillanas del Búcaro
- La Señorita Primavera
- Sevillanas del Grillo
- Adivina Adivinanza
- La Movida del Sur
- Hay que romper la pandereta
- Canta con nosotros
- ¡Ay si viviera!

## Reconocimientos
La "Canción del costalero" versionada y tocada por agrupaciones de bandas musicales también conocida como marcha procesional "Costalero".

## Actualidad
En la actualidad el re-lanzamiento de Los del Guadalquivir a nivel discográfico, tenía un título muy sugerente… A Cantar, A Bailar y A Reír, siguiendo esa filosofía de alegría, sevillana y compás que siempre caracterizó al grupo. 
El segundo fue la misa que se tituló La Misa de la Fe. El tercero fue dedicado a celebrar el 40 aniversario del grupo y llevó como título en acorde con la celebración  40 Aniversario, y abría el disco una sevillana en donde cantaba cada componente, individualmente, definiendo su historia y presencia en el grupo.